# Czesław Obrębski (inżynier)
Czesław Obrębski (ur. 3 lipca 1908 w Radzyniu Podlaskim na Podlasiu – zm. 4 maja 1991 w Międzyrzecu Podlaskim) – polski inżynier budowlany i nauczyciel.

## Wykształcenie
W 1928 roku zdał egzamin maturalny i uzyskał dyplom technika budownictwa drogowego i wodnego na Wydziale Drogowym Państwowej Szkoły Budownictwa w Warszawie. W 1952 zdał egzamin przed Komisją Kwalifikacyjną Ministerstwa Budowy Miast i Osiedli w Warszawie, w wyniku którego został dopuszczony do egzaminu na uprawnienia budowlane i w wyniku którego 5 września 1952 otrzymał tytuł budowniczego i uprawnienia do projektowania i prowadzenia robót. Po zdaniu egzaminu przed Państwową Komisją Weryfikacyjną przy Politechnice Warszawskiej otrzymał tytuł inż. budowlanego w zakresie wykonawstwa Nr 990/56. Od 5 grudnia 1957 otrzymał uprawnienia do kierowania robotami budowlanymi z wyjątkiem budowli zabytkowych, pomników i budowli monumentalnych.

## Służba wojskowa i praca zawodowa
Powołany do służby czynnej wojskowej, od 1 sierpnia 1931 w Szkole Podchorążych Rezerwy Artylerii we Włodzimierzu Wołyńskim. 19 stycznia 1932 roku otrzymał przydział na celowniczego bombardiera w 6 baterii ciężkiej artylerii konnej. Zwolniony ze służby po upadku z konia.
Pracował w Urzędzie Miejskim w Słupcu, a następnie w Radzyniu Podlaskim, gdzie sporządzał plany budowlane. Od 1935 roku pracował w magistracie w Międzyrzecu Podlaskim jako kierownik referatu technicznego. W 1940 roku aresztowany przez Gestapo, uniknął wywiezienia do obozu koncentracyjnego, będąc potrzebny niemieckiemu burmistrzowi Majewskiemu przy pracach drogowych. W okresie od 9 listopada 1943 do 22 lipca 1944 pracował jako technik w firmie budowlanej Leo Süssel, kierując między innymi budową strzelnicy wojskowej i koszar niemieckich w dzielnicy Piaski w Międzyrzecu Podlaskim. Po zakończeniu wojny pracował jako mierniczy przy parcelacjach w Wielkopolsce, a następnie ponownie w Urzędzie Miejskim w Międzyrzecu Podlaskim. Od 1 kwietnia 1950 był inspektorem w Biurze Projektów Miast i Osiedli – późniejszej Dyrekcji Budowy Osiedli Robotniczych w Lublinie, a następnie pracował jako starszy inspektor nadzoru w Inspektoracie w Białej Podlaskiej na powiaty: bialski, radzyński i łukowski. Pracę tę wykonywał do 31 października 1967. Od 1 września 1967 objął stanowisko nauczyciela  w Zespole Szkół Zawodowych nr 1 w Międzyrzecu Podlaskim i w Technikum Budowlanym z zakresu konstrukcji budowlanych, prawa budowlanego i kosztorysowania. Po ukończeniu kursu od 1 maja 1973 został nauczycielem mianowanym. Pracował jako nauczyciel i pedagog do 31 lipca 1974. Zaprojektował i kierował budowami licznych budynków w Międzyrzecu Podlaskim, Radzyniu Podlaskim, Łukowie.
Z inicjatywy przedwojennego burmistrza Miasta Międzyrzec Podlaski znalazł w Archiwum Głównym Akt Dawnych pieczęć z wosku miasta Międzyrzec Podlaski i opracował dzisiejszy herb z właściwą kolorystyką.
Żonaty z Wiktorią Henryką z Sierpińskich, miał z nią trójkę dzieci: Barbarę Obrębską (później profesor Barbarę Obrębską-Starkel, klimatologa), inż. Annę Obrębską (architekt krajobrazu) i Jana Obrębskiego (profesora, inżyniera budowlanego).
Pochowany na cmentarzu rzymskokatolickim przy ul. Brzeskiej w Międzyrzecu Podlaskim.

## Odznaczenia
- Złoty Krzyż Zasługi (1965)
- Brązowy Krzyż Zasługi (1938)
- Medal 10-lecia PRL (1954)
- Medal 40-lecia PRL (1984)